# Langwasser Süd (metrostation)
Langwasser Süd is een metrostation in het district Langwasser van de Duitse stad Neurenberg. Het station werd geopend op 1 maart 1972 en wordt bediend door lijn U1 van de metro van Neurenberg.